# Circondario di Frosinone
Il circondario di Frosinone è uno dei Circondari italiani storici ora soppressi.

## Storia
Il circondario di Frosinone venne istituito nel 1870 come suddivisione della nuova provincia di Roma; il territorio circondariale corrispondeva a quello della vecchia delegazione apostolica di Frosinone dello Stato Pontificio.

## Mandamenti

Il Palazzo della Sottoprefettura di Frosinone, già sede della Delegazione apostolica

Il territorio del circondario comprendeva i seguenti mandamenti:
- Mandamento di Alatri
- Mandamento di Anagni
- Mandamento di Ceccano
- Mandamento di Ceprano
- Mandamento di Ferentino
- Mandamento di Frosinone
- Mandamento di Guarcino
- Mandamento di Monte San Giovanni Campano
- Mandamento di Paliano
- Mandamento di Priverno
- Mandamento di Vallecorsa
- Mandamento di Veroli

## La costituzione della provincia di Frosinone
Già dal 1921 si avanzarono proposte per la soppressione di alcuni circondari, ma si escluse ampiamente questa possibilità per il circondario di Frosinone, come per il circondario di Sora; il primo «centro di una vasta zona lontana da Roma», il secondo perché «vi fioriscono industrie..» ed «ha tradizioni e costumi diversi».
Il 6 dicembre 1926, grazie ai provvedimenti volti alla soppressione della provincia di Terra di Lavoro, con la riforma di riordino delle Circoscrizioni Provinciali, venne istituita la provincia di Frosinone, che includeva gran parte del Lazio meridionale, da Terracina al Garigliano. Con regio decreto del 2 gennaio 1927 parte del nuovo territorio provinciale passò alla provincia di Roma e si stabilirono i definitivi confini. Questi includono i territori del circondario di Frosinone del circondario di Sora, che portò nel nuovo stemma della provincia i simboli della Terra di Lavoro, le cornucopie. Dall'ex circondario di Gaeta entrarono nei nuovi confini i mandamenti di Pico e di Esperia, mentre il mandamento di Priverno finì in provincia di Roma che acquisì anche il territorio dell'ex circondario di Velletri e la parte restante di quello di Gaeta fino al Garigliano.